# Thelyschista ghillanyi
Thelyschista ghillanyi là một loài thực vật có hoa trong họ Lan. Loài này được (Pabst) Garay miêu tả khoa học đầu tiên năm 1980.